# 리비우 리브레스쿠
리비우 리브레스쿠(Liviu Librescu, 1930년 8월 18일 ~ 2007년 4월 16일)는 미국의 대학교수이며, 루마니아 출신 유대인이다.
공력탄성학과 공기역학 분야의 권위자이며, 버지니아 공대 총기 난사 사건 당시 버지니아 폴리테크닉 주립 대학교 공학 기술과 기계학(ESM)학부 교수로 있었다.
버지니아 공대 총기 난사 사건 당시 노리스 홀에서 ESM 3154 고체역학 강의 도중 총을 들고 난입한 조승희를 막아 학생들이 창문을 통해 도망갈 시간을 벌어주고 자신은 총에 맞아 죽었다.
아이러니컬하게도 리브레스쿠 교수가 죽은 날은 홀로코스트 추도일이었다.

## 약력
- 1930년 루마니아의 유대인 가정에서 태어났고 제2차 세계 대전 당시 홀로코스트에서 생존하였다.
- 1952년 부쿠레슈티 폴리테크닉 대학교에서 항공공학을 졸업하고, 이후 박사 학위를 취득하였다.
- 1978년 이스라엘로 이주한 후 1979년에서 1986년까지 텔아비브 대학에서 가르쳤다.
- 1985년 9월 1일부터 버지니아 폴리테크닉 주립 대학교에서 가르쳤다.

## 죽음과 유산
리브레스쿠는 버지니아 공대 총기 난사 사건에 살해된 32명 중 한 명이며, 조승희가 노리스 홀 204호실에 ESM 3154 고체역학 강의 도중 총을 들고 난입하였을 때 문을 막아 그가 들어오지 못하게 하려다가 총에 맞아 죽었다.
2007년 4월 18일 홀로코스트 박물관에서 장례식이 거행되었으며, 미국 대통령 조지 W. 부시 등이 참여하였다.

## 같이 보기
- 루마니아 유대인